# Günter Kubisch
Günter Pumpel Kubisch (* 3. April 1939 in Magdeburg; † 21. Juni 2005) war ein deutscher Fußballspieler.
Als 10-Jähriger begann Kubischs Karriere bei der SG Eintracht Sudenburg, einem Vorgängerverein des 1. FC Magdeburg. Er durchlief alle Nachwuchsabteilungen des Vereins und gab am 29. Juni 1957 sein Debüt in der 1. Mannschaft beim Spiel Motor Mitte Magdeburg gegen Wismut Gera. Zwischen 1957 und 1971 absolvierte er 326 Ligaspiele, 29 Pokalspiele und 13 Europapokalspiele für den Club bzw. seine Vorgänger und schoss dabei 42 Tore für den Verein. Er konnte insgesamt drei nationale Pokalsiege feiern und stieg 1959 und 1967 in die DDR-Oberliga auf. Günter Kubisch war im Jahr 1960 der Schütze des ersten Oberligatores der Magdeburger. Einer seiner gefürchteten Freistöße gab zudem die Vorlage für das erste Magdeburger Europapokaltor durch Peter Heuer im Spiel SC Aufbau Magdeburg gegen Galatasaray Istanbul.
Im Jahre 1961 kam er zu seinem ersten und einzigen Auftritt in der DDR-Nationalmannschaft. Des Weiteren spielte er in seiner Karriere einmal in der B-Nationalmannschaft der DDR sowie 7× in der U23- und 3× in der U18-Auswahl.
1971 schied er aus der 1. Mannschaft aus, spielte aber noch zwei weitere Jahre in der 2. Mannschaft des 1. FC Magdeburg. Neben seiner Haupttätigkeit in der Technologie-Abteilung des Magdeburger Spezialbaukombinats, trainierte er ehrenamtlich verschiedene Mannschaften im Nachwuchsbereich des FCM. Hier war er unter anderem Trainer des späteren Bundesligaprofis Marcel Maltritz. 1990 ging er in den Vorruhestand und beendete seine Trainertätigkeit.
Günter Kubisch starb 2005 an den Folgen eines von Ärzten zu spät erkannten Schlaganfalls.